# Mileewa lackstripa
Mileewa lackstripa är en insektsart som beskrevs av Yang och Li 1998. Mileewa lackstripa ingår i släktet Mileewa och familjen dvärgstritar. Inga underarter finns listade i Catalogue of Life.